# El Refugio (Acatic)
El Refugio, cuya antigua denominación era Paredones, es una localidad ubicada en el estado mexicano de Jalisco, encontrándose aproximadamente a 60 kilómetros al este de la capital Guadalajara. Es la segunda en población de las cien localidades que conforman el municipio de Acatic, contaba con 2425 habitantes en el censo del año 2010.

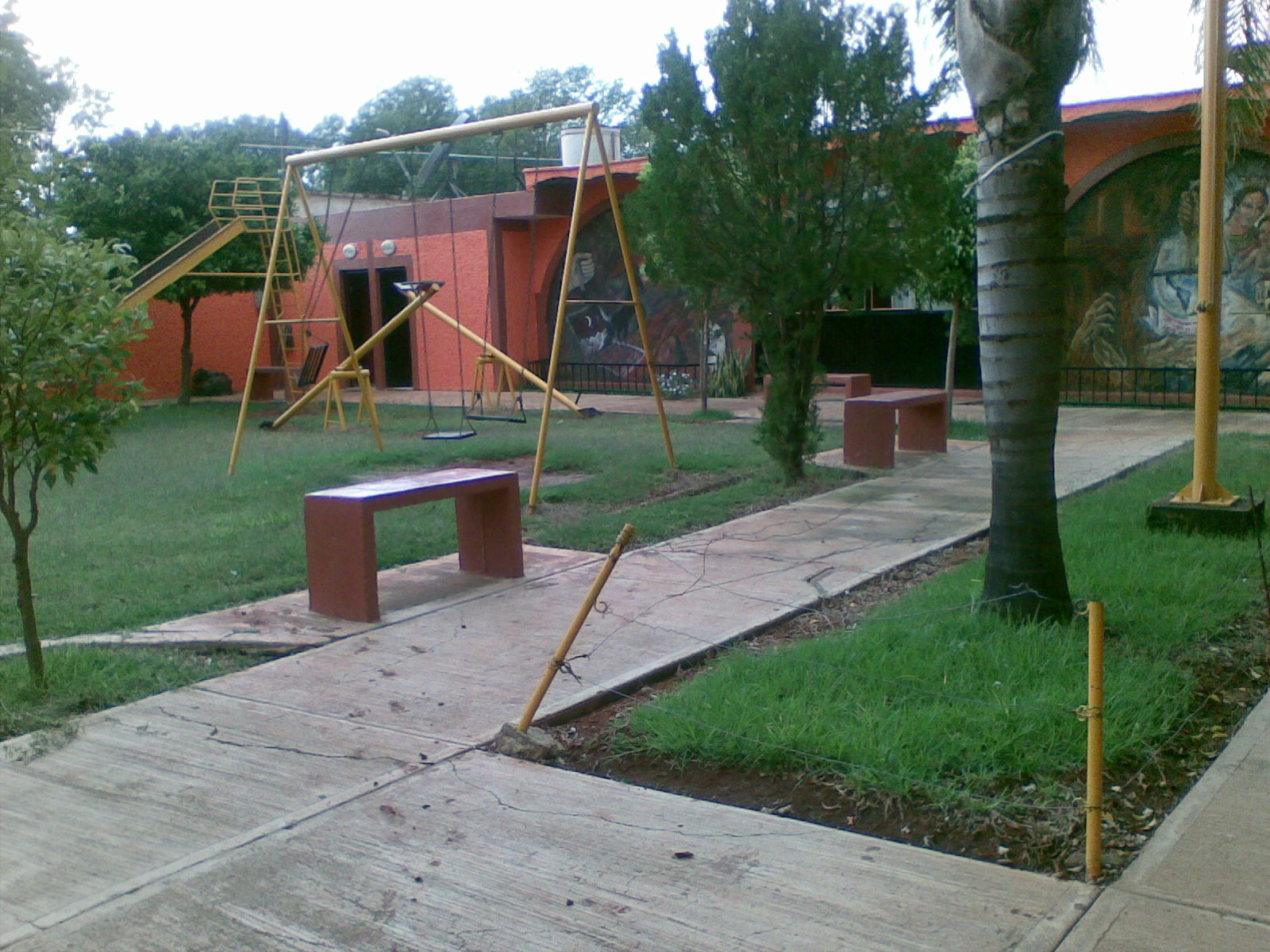
Biblioteca de El Refugio (Paredones)

Esta pequeña población rica en historia y cultura de carácter religioso, de la cual forman parte los templos Iglesia del Refugio y también la Iglesia Hno. Samuel Cortez, está configurada por 748 viviendas, de las cuales 602 viviendas cuentan con energía eléctrica, 503 cuentan con agua entubada y 594 cuentan con drenaje.
La población cuenta con una escuela de nivel preescolar, dos de nivel de primaria, una de nivel secundaria y una de nivel preparatoria. 
En cuanto a actividad económica, cuenta con tres centros de comercio al por menor, un centro de servicios financieros y una industria de manufactura, la tequilera San Matías, que se encuentra en la periferia del pueblo.
En la actualidad no pertenece al cercano municipio de Tepatitlán de Morelos, asociación que se realiza en alguna bibliografía del siglo XX. Existe una localidad homónima en el mismo estado en la cercanía de Tala.
El 25 de agosto de 1970, mediante decreto número 8611, se elevó a la categoría de villa el poblado de Paredones y cambió su denominación, llevando en lo sucesivo el nombre de villa Gustavo Díaz Ordaz. Actualmente es la segunda localidad en importancia en el municipio de Acatic.
Hay varias fiestas y fechas célebres que se festejan en esta entidad, entre sus fiestas más notorias se encuentra la llamada “Refugio de paredones” que se celebra el tercer domingo del mes de enero y la fiesta de la Candelaria desde el 24 de enero hasta el 3 de febrero. La fiesta de los papaquis se realiza previa a la Cuaresma. La quema del “judas” el sábado después del Viernes Santo. El segundo domingo de marzo la fiesta en Tierras Coloradas, el 6 de marzo el chiquihuitillo, el tercer domingo de mayo la fiesta de Tequililla, el 22 de mayo en Santa Rita,  la de San Juan Bautista el 24 de junio y el 4 de julio en honor a Nuestra Señora del Refugio.